# Shuriken Sentai Ninninger
Shuriken Sentai Ninninger (手裏剣戦隊ニンニンジャー Shuriken Sentai Ninninjā?) (traducido como Escuadrón Shuriken Ninninger) es el título de la 39.ª temporada de la franquicia Super Sentai Series, producida por Toei Company y emitida en TV Asahi del 22 de febrero de 2015 al 7 de febrero de 2016, constando de 47 episodios. Es la tercera temporada de Super Sentai con temática ninja, trece años después de Ninpū Sentai Hurricaneger y 21 años después de Ninja Sentai Kakuranger. También marca el 40.º aniversario de la franquicia.
El guionista principal de la temporada es Kento Shimoyama y Kōsuke Yamashita es el compositor de la banda sonora. El reparto fue presentado al público en un evento especial en Tokyo Dome City el 24 y 25 de enero de 2015. Los personajes debutaron en la película Ressha Sentai ToQger vs. Kyoryuger: The Movie.

## Argumento
Hace siglos, el malvado señor feudal Gengetsu Kibaoni fue asesinado por el clan ninja Igasaki, antes de que este renunciara a su humanidad para convertirse en Yōkai. En su primer intento de renacer, Kibaoni fue derrotado y Yoshitaka Igasaki, un hombre conocido como el Last Ninja, le selló. Sin embargo, tres generaciones más tarde, Kibaoni fue liberado por Kyūemon Izayoi. Como solo los que tienen la sangre de los Igasaki pueden detener a los destructivos Yōkai, el hijo de Yoshitaka, Tsumuji Igasaki, recluta a los Ninninger, sus hijos Takaharu y Fūka, y los primos de estos Yakumo Kato, Nagi Matsuo y Kasumi Momochi, para que aprendan el Shuriken Ninpō (手裏剣忍法 Shuriken Ninpō?) de su clan y luchen contra el Ejército Kibaoni.

## Personajes

### Ninninger
Los Ninningers son 3 primos y 2 hermanos del Clan Igasaki entrenados en el arte de Ninjutsu, se han estado preparando para el renacimiento del malvado Ejército Kibaoni y su líder Gengetsu Kibaoni. Más tarde, un japonés-estadounidense que tiene sus propios poderes ninja se une al equipo como su sexto miembro. Juntos, luchan contra las fuerzas del Ejército para recuperar los Shurikens del Sello para tratar de encarcelar a esta fuerza malvada una vez más antes de difundir el miedo y la oscuridad en todo el mundo. El lema del equipo es "¡Somos shinobi, pero no nos escondemos!"
- Takaharu Igasaki (伊賀崎 天晴 Igasaki Takaharu?)/Akaninger (アカニンジャー Akaninjā?): Su color es el rojo: es el líder de los Ninninger, un hombre optimista que actúa como hermano mayor de sus compañeros.[5] Después de la batalla final contra Gengetsu Kibaoni, Takaharu abre su propia escuela de ninjutsu y es visto por última vez enseñando a sus alumnos. Entre el episodio final y antes del encuentro de los Ninninger con los Zyuohger, Takaharu estaba casado y tiene un hijo llamado Yoshiharu, pero se olvidó de notificar esto a su familia y primos.
- Yakumo "Cloud" Kato (加藤 クラウド 八雲 Katō Kuraudo Yakumo?)/Aoninger (アオニンジャー Aoninjā?): Su color es el azul; aunque es de comportamiento frío, al mismo tiempo es muy irascible. Se encontraba en Inglaterra cuando le llamaron a Japón.[6] Después de la batalla final contra Gengetsu Kibaoni, Yakumo regresa a su escuela de magia en Inglaterra e introduce las técnicas combinadas de ninjutsu y magia. En el epílogo de la serie, se revela que Yakumo le gusta Kasumi.
- Nagi Matsuo (松尾 凪 Matsuo Nagi?)/Kininger (キニンジャー Kininjā?): Su color es el amarillo. Es muy amistoso y sorprendentemente observador, con un gran deseo por aprender muchas cosas.[7] Después de la batalla final contra Gengetsu Kibaoni, Nagi estudia con Fuuka para ingresar a la universidad.
- Fūka Igasaki (伊賀崎 風花 Igasaki Fūka?)/Shironinger (シロニンジャー Shironinjā?): Su color es el blanco. Es la hermana menor de Takaharu. Se puede confiar en ella, pero es un poco torpe.[8] Después de la batalla final contra Gengetsu Kibaoni, Fuka se propone convertirse en una ídolo y usa su ninjutsu como uno de sus talentos.
- Kasumi Momochi (百地 霞 Momochi Kasumi?)/Momoninger (モモニンジャー Momoninjā?): Su color es el rosa. Es una estudiante universitaria a la que le encanta la ciencia y que normalmente es muy reservada, a pesar de que a veces le cuesta darse por aludida o tiene la lengua afilada.[9] Después de la batalla final contra Gengetsu Kibaoni, Kasumi decide continuar investigando los secretos detrás del arsenal de los Ninninger a través de sus estudios científicos en Inglaterra con Yakumo.
- Kinji Takigawa (キンジ・タキガワ Kinji Takigawa?)/Starninger (スターニンジャー Sutāninjā?): Su color es el dorado. Es un cazador de Yōkais venido de Estados Unidos que quiere convertirse en discípulo de Yoshitaka. Habla japonés en el dialecto del período Edo porque aprendió el idioma con jidaigeki y rakugo. Suele hacerse selfies con los Yōkai o sacar moldes de sus huellas.[10] Después de la batalla final contra Gengetsu Kibaoni, Kinji hereda el negocio de oden de Yoshitaka y comienza a operarlo en los Estados Unidos.

### Aliados
- Tsumuji Igasaki (伊賀崎 旋風 Igasaki Tsumuji?): Es el padre de Takaharu y Fūka, y el hijo mayor de Yoshitaka. Entrenó desde la infancia para suceder a su padre hasta que un día Kyuemon le robó su habilidad para usar ninjutsu, y por lo tanto usa todo su conocimiento para entrenar a los Ninninger. Después de recuperar sus poderes perdidos gracias a los otros Ninninger, Tsumuji une fuerzas con ellos en la batalla final contra las fuerzas de Kibaoni transformándose en su propia versión de Aka Ninger.[11]
- Yoshitaka Igasaki (伊賀崎 好天 Igasaki Yoshitaka?): Conocido como el Last Ninja, es el abuelo de los Ninninger, y quien selló a Gengetsu Kibaoni cuando renació. Se le suponía muerto hace tiempo, pero solo se había estado escondiendo, y reapareció para entregarle a los Ninninger sus poderes.[12]
- Kikyo Kousaka (高坂キキョウ Kōsaka Kikyō?): Es una aprendiz de ninja y una vieja amiga de Takaharu Igasaki. Kikyo conoció a Takaharu por primera vez cuando viajaba mientras entrenaba como ninja, entrenando juntos en un dojo donde permaneció por un tiempo. Al reencontrarse con Takaharu luego de varios años, Kikyo le revela que un maestro ninja con el que entrenó una vez, Kiroku Ise, había abierto una escuela ninja, sin saber que estaba trabajando en secreto para el Ejército Kibaoni y estaba convirtiendo a los estudiantes en "máquinas" sin sentimientos. Al descubrir que Kiroku era controlado por un yokai llamado Kuroari, Kikyo ayuda a los Niningers a derrotarlo. Antes de despedirse, Kikyo le expresó a Takaharu que se preguntaba qué sería diferente la próxima vez que se encontraran. Takaharu le dijo que él sería el último ninja, y Kikyo supuso que eso sería correcto y le deseó suerte. Se especula que Kikyo sería la futura esposa de Takaharu y la madre de Yoshiharu.
- Luna Kokonoe (九重 ルナ Kokonoe Runa?): Es una nueva miembro de los Ninninger capaz de transformarse en el Mido Ninger de color verde (ミドニンジャー, Mido Ninjā), usando el mismo Nin Shuriken que estaba reservado para Kyuemon, y estaba poseído por su espíritu. Aparece exclusivamente en el epílogo Shuriken Sentai Ninninger Returns: Ninnin Girls vs. Boys Final Wars.
- Yoshiharu Igasaki (伊賀崎快 晴 Igasaki Yoshiharu?): Es el hijo de Takaharu que viene del futuro para detener la batalla entre los Zyuohgers y los Ninninger. Se transforma en su propia versión de Aka Ninger. Aparece exclusivamente en la película Doubutsu Sentai Zyuohger vs.Ninninger the Movie: El mensaje del futuro de Super Sentai.

### Arsenal
- Espada Ninja Ichibantou (忍刀忍者一番刀 Ninjatō Ninja Ichibantō?): Es una espada que sirve como arma básica y dispositivo de transformación, se activa con el comando de voz "¡Shuriken Henge!" (シュリケン変化! Shuriken Henge?)
- Ninja Star Burger (忍者スターバーガー Ninja sutā bāgā?): Es el dispositivo de transmformación de Starninger, tiene forma de hamburguesa
- Chozetsu Shoubu Changer (超絕勝負チェンジャー Chōzetsu Shōbu Chenjā?): Es un brazalete de poder que permite a los Ninninger acceder al modo Chozetsu
- Espada ninja Gekiatsuto (忍刀 忍者激熱刀 Shinobigatana Ninja Gekiatsutō?): Es una espada nija que le permite a Starninger acceder a su modo Super Starninger
- Katakuri Hengen (カラクリヘンゲン Karakuri Hengen?): Es un gran shuriken de cuatro puntas que los Ninninger usan como arma básica, tiene tres modos de ataque: el modo navaja, el modo arco y el modo garra
- Pistola Gama Gama (ガマガマ銃 Gama Gama Jū?): Es una pistola láser con la forma de un sapo que los Ninninger usan como arma básica, también puede detectar la presencia de un Yōkai
- Espada Star-Gun (スターソードガン Sutā Sōdo Gan?): Es el arma personal de Starninger, tiene la forma de una guitarra eléctrica la cual puede usarse como una espada y como un rifle
- Nin Shuriken (忍シュリケン?): Son pequeños shuriken que purifican los Ninninger cuando derrotan a un Yōkai, algunos proporcionan diversas habilidades para usar en combate:
  - Goton Shuriken (五トンシュリケン?): Es un shuriken que permite lanzar ataques basados en los cinco elementos de la mitología china: fuego, agua, tierra, madera y metal
  - Furai Shuriken (五トンシュリケン?): Es un shuriken que permite lanzar ataques basados en el viento y en el relámpago.
  - Combination Nin Shuriken (合体忍シュリケン Gattai Nin Shuriken?): Es un shuriken que usa los poderes de los seis Ninninger para atacar

### Mechas
- Shurikenjin (シュリケンジン?): Es la unión de los cinco Otomonin (オトモ忍 Otomonin?), los mechas iniciales de los Ninninger. En esta unión, los cuatro Otomonin se unen a Shinobimaru formando una armadura para él.[13]
  - Shinobimaru (シノビマル Shinobimaru?): Es el otomonin de Akaninger, de forma humanoide.[14]
  - Dragomaru (ドラゴマル Doragomaru?): Es el otomonin de Aoninger, con forma de dragón europeo.[15]
  - Dumpmaru (ダンプマル Danpumaru?): Es el otomonin de Kininger, con forma de camión, que puede lanzar makibishi a sus enemigos.[16]
  - Wanmaru (ワンマル Wanmaru?): Es el otomonin de Shironinger, con forma de ninken, que normalmente monta sobre Byunmaru.[17]
  - Byunmaru (ビュンマル Byunmaru?): Es el otomonin de Momoninger, con forma de tren de levitación magnética, capaz de lanzar shurikens a sus enemigos.
- Paonmaru (パオンマル?): Un otomonin con forma de elefante que usa su trompa para lanzar un ataque de vapor, y que puede pasar a modo robot.[18][19]
- UFOmaru (UFOマル Yūfōmaru?): Un otomonin con forma de platillo volante que puede tomar forma de robot, y que es el prototipo de los otros otomonin.[20][21]
- BisonKing (バイソンキング Baison Kingu?): Es el mecha personal de Starninger. Es la combinación de Rodeomaru y Bison King Buggy.[22]
- Rodeomaru (ロデオマル?): Es un otomonin humanoide propiedad de Starninger armado con un rifle.[23]
  - Bison King Buggy (バイソンキングバギー Bison Kingu Bagī?): Es un otomonin con forma de buggy. Puede transformarse en una armadura para Rodeomaru.[24]
- Surfermaru (サーファーマル Sāfāmaru?): Es un otomonin con forma de submarino tiburón que puede transformarse en robot.[25]
- Gekiatsu Dai-Oh (ゲキアツダイオー Gekiatsu Daiō?): Es el segundo mecha de los Ninninger formado por los otomonin secundarios. Esta combinación se puede formar sin el uso de un Nin Shuriken ya que los Ninninger se convierten en los OtomoNin a través de la técnica de posesión.[26]
  - Hōōmaru (ホウオウマル?): Es la forma otomonin de Akaninger con forma de fénix. Forma la cabeza de Gekiatsu Dai-Oh[27]
  - Seiryūmaru (セイリュウマル?): Es la forma otomonin de Aoninger con forma de dragón oriental. Forma el brazo derecho de Gekiatsu Dai-Oh[28]
  - Genbumaru (ゲンブマル?): Es la forma otomonin de Kininger con forma de tortuga. Forma el torso y caderas de Gekiatsu Dai-Oh[29]
  - Byakkomaru (ビャッコマル?): Es la forma otomonin de Shironinjer con forma de tigre. Forma la pierna derecha de Gekiatsu Dai-Oh[30]
  - Pandamaru (パンダマル?): Es la forma otomonin de Momoninger con forma de oso panda. Forma la pierna izquierda de Gekiatsu Dai-Oh[31]
  - Magoimaru (マゴイマル?): Es la forma otomonin de Starninger con forma de carpa. Forma el brazo izquierdo de Gekiatsu Dai-Oh[32]
- King Shurikenjin (キングシュリケンジン Kingu Shurikenjin?): Es la combinación de Shurikenjin y BisonKing[33]
- Lion Haō Jō (ライオンハオージョウ Raion Haō Jō?): Es un otomonin con forma de tanque volador que recuerda a un león. Puede asumir forma de robot así como transformarse en un humano llamado ShishiOh (獅子王 Shishiō?).[34]
- Ha-Oh Shurikenjin (覇王シュリケンジン Haō Shurikenjin?): Es la combinación de Shurikenjin, BisonKing y Lion Haō Jō[35]
- Ha-Oh Gekiatsu Dai-Oh (覇王ゲキアツダイオー Haō Gekiatsu Daiō?): Es la combinación de Gekiatsu Dai-Oh y Lion Haō Jō[36]

### Ejército Kibaoni
El Ejército Kibaoni (牙鬼軍団 Kibaoni Gundan?) es un ejército de Yōkai contra quienes se enfrentan los Ninninger. Hace tiempo, el abuelo de los Ninninger, Yoshitaka Igasaki, selló a Gengetsu Kibaoni y sus huestes con los 48 Sellos Shuriken (封印の手裏剣 Fūin no Shuriken?). Sin embargo, tras décadas de espera, Kyuemon logró romper el sello y liberar al Ejército Kibaoni, cuyo objetivo es recolectar el "Poder del Miedo" a través de aterrorizar a los humanos.
- Gengetsu Kibaoni (牙鬼 幻月 Kibaoni Gengetsu?): Antiguamente era un señor feudal que fue asesinado por los ninjas del clan Igasaki. Sin embargo, Gengetsu sacrificó su humanidad a cambio de renacer como Yōkai, antes de ser sellado por Yoshitaka Igasaki. Sin embargo, Kyuemon logra liberar a su amo y sus ejércitos.[37]
- Kyūemon Izayoi (十六夜 九衛門 Izayoi Kyūemon?): Es un Yōkai con apariencia de kitsune que ordenó la destrucción del dojo Igasaki para obtener un mazo con el que liberar a su señor. Usa su botella-calabaza para recoger el Poder del Miedo, y con el mazo puede hacer crecer a los Yōkai derrotados.[38]
- Raizo Gabi (蛾眉 雷蔵 Gabi Raizō?): Es un Yōkai espadachín que odia al clan Igasaki con todas sus fuerzas y que tiene sus propias ambiciones.[39]
- Ariake no Kata (有明の方 Ariakenokata?): La esposa de Gengetsu Kibaoni. Es una Yōkai que gusta de infundir el miedo para aumentar su belleza.[40]
- Masakage Tsugomori (晦 正影 Tsugomori Masakage?): Es un Yōkai que sirve como el líder de los sirvientes del Ejército Kibaoni y que disfruta de usar tácticas engañosas contra los Ninninger[41]
- Mangetsu Kibaoni (牙鬼 萬月 Kibaoni Mangetsu?): Es un Yōkai hijo de Gengetsu Kibaoni y Ariake no Kata[42]
- Hitokarage (ヒトカラゲ Hitokarage?): Son los soldados de campo del Ejército Kibaoni, unos soldados ashigaru armados con lanzas y rifles.[43]

## Episodios
Los episodios en esta temporada se denominan "Shinobi"
1. ¡Somos ninjas! (俺たちはニンジャだ Oretachi wa Ninja da!?)[44]
2. ¡Conviértete en el Last Ninja! (ラストニンジャになる！ Rasuto Ninja ni Naru!?)[45]
3. ¡Aparece, el terrible Gabi! (強敵、蛾眉あらわる！ Kyōteki, gabi arawaru!?)[46]
4. ¡Ahí está! ¡Paonmaru! (でたゾウ！パオンマル！ Deta zō! Paonmaru!?)[47]
5. ¡El ninja espacial UFOmaru! (宇宙忍者UFOマル！ Uchū Ninja Yūfōmaru!?)[48]
6. La desaparición misteriosa de Tengu (テングの神隠し Tengu no Kamigakushi?)[49]
7. ¡Festival ninja de primavera! (春のニンジャ祭り！ Haru no Ninja Matsuri!?)[50]
8. ¡El Nekomata que saltó a través del tiempo! (時をかけるネコマタ！ Toki wo Kakeru Nekomata!?)[51]
9. ¡Ninjutsu contra el mago, la gran batalla! (忍術VS魔法、大バトル！ Ninjutsu Tai Mahō, Dai Batoru?)[52]
10. ¡Yiiiija! El dorado Starninger (ヒーハー！金色のスターニンジャー Hīhā! Kiniro no Sutāninjā?)[53]
11. ¡Shinobimaru, vuelve! (シノビマル、カムバーック！ Shinobimaru, Kamu Bākku!?)[54]
12. ¡Batalla definitiva! La combinación milagrosa (最強決戦！奇跡の合体 Saikyō Kessen! Kiseki no Gattai?)[55]
13. ¡Arde! Encuentro atlético ninja (燃えよ！ニンジャ運動会 Moeyo! Ninja Undōkai?)[56]
14. ¡Cuidado con la estafa del "ayúdame"! (助けてサギにご用心！ Tasukete Sagi ni Goyōjin!?)[57]
15. Yōkai, nunca he fallado. (妖怪、ワタシ失敗しないので Yōkai, Watashi Shippai Shinai node?)[58]
16. ¿¡El padre Tsumuji es un Súper Ninja!? (父ツムジはスーパー忍者!? Chichi Tsumuji wa Sūpā Ninja!??)[59]
17. ¡Adiós, Starninger! (グッバイ、スターニンジャー！ Gubbai, Sutāninjā!?)[60]
18. El Yōkai que Yakumo amaba (八雲が愛した妖怪 Yakumo ga Aishita Yōkai?)[61]
19. ¡Encuéntralo! El Otomonin del cielo (探せ！天空のオトモ忍 Sagase! Tenkū no Otomonin?)[62]
20. ¡El trascendente! ¡Lion Haō! (ザ・超絶！ライオンハオー！ Za Chōzetsu! Raion Haō!?)[63]
21. ¡Arde! El béisbol ninja de los sueños (燃えよ！夢の忍者野球 Moeyo! Yume no Ninja Yakyū?)[64]
22. ¡Súper combinación! Haō Shurikenjin (超合体！覇王シュリケンジン Chō Gattai! Haō Shurikenjin?)[65]
23. ¡Es verano! La prueba de valentía ninja (夏だ！忍者キモだめし Natsu da! Ninja Kimodameshi?)[66]
24. ¡Es verano! ¡El Yokai del oeste llega a Japón! (夏だ！西洋妖怪ぞくぞく来日！ Natsu da! Seiyō Yōkai Zokuzoku Rainichi!?)[67]
25. ¡Es verano! Cuidado con Drácula (夏だ！ドラキュラにご用心 Natsu da! Dorakyura ni Goyōjin?)[68]
26. ¡Es verano! ¡El anuncio intermedio de la carrera del Last Ninja! (夏だ！ラストニンジャレース中間発表！ Natsu da! Rasuto Ninja Rēsu Chūkan Happyō!?)[69]
27. ¡Es verano! ¡Nace Chōzetsu Star! (夏だ！超絶スター誕生！ Natsu da! Chōzetsu Sutā Tanjō!?)[70]
28. ¡Corre! El ejército ninja Kibaoni (激走！牙鬼ニンジャ軍団 Gekisō! Kibaoni Ninja Gundan?)[71]
29. ¡Ninja Sugoroku Edición Definitiva! (忍者すごろく決定版！ Ninja Sugoroku Ketteiban!?)[72]
30. ¡La escuela ninja objetivo! (ねらわれた忍者塾！ Nerawareta Ninja Juku!?)[73]
31. ¡El ninja fugitivo! (ニンジャ逃走中！ Ninja Tōsōchū!?)[74]
32. ¡Gekiatsu Ninja! ¡Acha! (ゲキアツ忍者！アチャー！ Gekiatsu Ninja! Achā!?)[75]
33. El Kunoichi que amaba a Yakumo (八雲を愛したくノ一 Yakumo o Aishita Kunoichi?)[76]
34. ¡Aparece el legendario ninja mundial Jiraiya! (伝説の世界忍者、ジライヤ参上！ Densetsu no Sekai Ninja, Jiraiya Sanjō!?)[77]
35. ¡Kinji entra en el laberinto de los Yōkai! (キンジ、妖怪への迷路！ Kinji, Yōkai e no Meiro!?)[78]
36. ¡Kinji, el glorioso Superstar! (キンジ、栄光のスーパースター！ Kinji, Eikō no Sūpāsutā!?)[79]
37. Leyenda Shuriken ~El camino al Last Ninja~ (手裏剣伝説～ラストニンジャへの道～ Shuriken Densetsu ~Rasuto Ninja e no Michi~?)[80]
38. ¿La brujita ama a Yakumo? (魔女っ子は八雲がお好き？ Majokko wa Yakumo ga Osuki??)[81]
39. ¡Aparece Mangetsu, el hijo de Kibaoni! (牙鬼の息子、萬月あらわる！ Kibaoni no Musuko, Mangetsu Arawaru!?)[82]
40. ¡Cuidado con Papá Noel! (あぶないサンタクロース！ Abunai Santa Kurōsu!?)[83]
41. ¡Equipo Kibaoni, los cinco juegos! (牙鬼パーティー、五番勝負！ Kibaoni Pāti, Go Ban Shōbu!?)[84]
42. ¡La guerra de los Otomonin! El Nekomata contraataca (オトモ忍ウォーズ！ネコマタの逆襲 Otomonin Wōzu! Nekomata no Gyakushū?)[85]
43. ¡El ninja legendario! Las tácticas del Yōkai Karuta (伝説のニンジャ！妖怪かるた大作戦 Densetsu no Ninja! Yōkai Karuta Daisakusen?)[86]
44. ¡La batalla final! Las terribles pruebas del Last Ninja (最終決戦！ラストニンジャの試練 Saigo no Kessen! Rasuto Ninja no Shiren?)[87]
45. ¡Tres generaciones de padres e hijos! Todos los ninjas reunidos (親子三世代！ニンジャ全員集合 Oyako Sansedai! Ninja Zen'in Shūgō?)[88]
46. ¡Despierta el Shuriken final! (終わりの手裏剣、目覚める！ Owari no Shuriken, Mezameru!?)[89]
47. ¡Wasshoi[Notas 3] al futuro no oculto! (忍ばず未来へワッショイ！ Shinobazu Mirai e Wasshoi!?)[90]

### Películas
- Super Hero Taisen GP: Kamen Rider 3 (スーパーヒーロー大戦GP 仮面ライダー3号 Supā Hīrō Taisen Guranpuri: Kamen Raidā Sangō?): Película crossover de Ninninger con Kamen Rider Drive, con la aparición de Kamen Rider 3, un personaje creado por Shōtarō Ishinomori para un manga, y otros personajes de la franquicia Kamen Rider. Estrenada el 21 de marzo de 2015.[91][92]
- Shuriken Sentai Ninninger: AkaNinger vs. StarNinger Hundred Nin Battle! (手裏剣戦隊ニンニンジャー アカニンジャーVSスターニンジャー 百忍バトル! Shuriken Sentai Ninninjā Aka Ninjā Tai Sutā Ninjā Hyaku Nin Batoru!?): Especial para video. Estrenado el 1 de junio de 2015.
- Shuriken Sentai Ninninger The Movie: The Dinosaur Lord's Splendid Ninja Scroll! (手裏剣戦隊ニンニンジャー THE MOVIE 恐竜殿さまアッパレ忍法帖！ Shuriken Sentai Ninninjā Za Mūbī Kyōryū Tono-sama Appare Ninpōchō!?): Estrenada el 8 de agosto de 2015.
- Shuriken Sentai Ninninger vs. ToQger the Movie: Ninja in Wonderland (手裏剣戦隊ニンニンジャーVSトッキュウジャー THE MOVIE 忍者・イン・ワンダーランド Shuriken Sentai Ninninjā tai Tokkyūjā Za Mūbī Ninja In Wandārando?): Película crossover entre Ninninger y su serie predecesora Ressha Sentai ToQger. Estrenada el 23 de enero de 2016.[93]
- Come Back! Shuriken Sentai Ninninger: Ninnin Girls vs. Boys FINAL WARS (帰ってきた手裏剣戦隊ニンニンジャー　ニンニンガールズVSボーイズ FINAL WARS Kaettekita Shuriken Sentai Ninninjā Ninnin Gāruzu tai Bōizu Fainaru Wōzu?): Especial para video que actúa como epílogo de la serie. Estrenado el 22 de junio de 2016

## Reparto
- Takaharu Igasaki: Shunsuke Nishikawa
- Yakumo "Cloud" Kato: Gaku Matsumoto
- Nagi Matsuo: Kaito Nakamura
- Fūka Igasaki: Yūka Yano
- Kasumi Momochi: Kasumi Yamaya
- Kinji Takigawa: Hideya Tawada
- Tsumuji Igasaki: Toshihiro Yashiba
- Yoshitaka Igasaki: Takashi Sasano
- ShishiOh/Lion Haō Jō: Yukio Yamagata
- Gengetsu Kibaoni: Mugihito[94]
- Kyūemon Izayoi: Megumi Han[94]
- Raizo Gabi: Kenji Matsuda[94]
- Ariake no Kata: Kotono Mitsuishi
- Masakage Tsugomori: Ryūsei Nakao
- Mangetsu Kibaoni: Ryōtarō Okiayu
- Narrador, Voz del equipamiento Ninninger: Tsutomu Tareki

## Temas musicales

### Tema de apertura
- Saa Ike! Ninninger! (さぁ行け! ニンニンジャー!  Saa Ike! Ninninjā!?, ¡Vamos! ¡Ninninger!)
  - Música: Neko Oikawa
  - Letra y arreglos: Akira Sato
  - Intérprete: Project.R (Yōhei Ōnishi)

### Tema de cierre
- Nan ja Mon ja! Ninja Matsuri! (なんじゃモンじゃ! ニンジャ祭り!?  ¿¡Qué es eso!? ¡Un festival ninja!)
  - Letra y música: Motoi Okuda
  - Arreglos: Funta 7
  - Intérprete: Project.R (Daiki Ise)